# Безкомпресорна експлуатація газового родовища
Безкомпресорна експлуатація газового родовища (род. бескомпрессорная эксплуатация газового месторождения; англ. natural exploitation of gas field, gas field exploitation without compressor; нім. verdichterlose Gasförderung f, druckloses Gasförderverfahren n) — видобування природного газу і його подавання до магістрального газопроводу за рахунок природної пластової енергії на початковому етапі розробки родовища, поки величина пластового тиску досить велика (5,5–12 МПа).
Зниження пластового тиску призводить до необхідності введення в експлуатацію головної (на вході в магістральний газопровід), а згодом дотискної компресорних станцій (на території промислу), що означає перехід на компресорну експлуатацію газового родовища.